# Charlotte Badger
Charlotte Badger, née en 1778 et décédée en 1818 ou plus tard, est considérée comme étant la première femme pirate australienne. Il s'agit également de l'une des deux premières femmes blanches à coloniser la Nouvelle-Zélande.